# Блаца (община Поградец)
Вижте пояснителната страница за други значения на Блаца.
Блаца или Плаче (на албански: Blacë или Blaca) е село в Албания, в община Поградец, област Корча.

## География
Селото е разположено южно от Охридското езеро, до границата със Северна Македония. Селото се намира на 906 m надморска височина.

## История
Според Васил Кънчов („Македония. Етнография и статистика“) в XIX век Плаче е албанско християнско село в Старовска каза на Османската империя.
На Етнографската карта на Битолския вилает на Картографския институт в София от 1901 година Блаца е чисто албанско мюсюлманско село в Старовската каза на Корчанския санджак с 27 къщи.
До 2015 година селото е част от община Чърава.